# Синсинати
Синсинати (на английски: Cincinnati) е град в югозападната част на щата Охайо, Съединените американски щати, окръжен център на окръг Хамилтън. Основан е през 1788 г.
Разположен е на река Охайо и е третият по големина град в щата Охайо. Населението му наброява 296 943 (2010). Площта на Синсинати е 206,01 кв. км.
В Синсинати се намира централата на многонационалната група от компании „Проктър и Гембъл“.

## История
Синсинати е основан в края на декември 1788 г., когато Матиас Денман, полковник Робърт Патерсън и Израел Лъдлоу пристигат на северния бряг на река Охайо срещу устието на Licking River. Геодезистът Джон Филсън нарича града „Losantiville“, което означава „Градът срещу устието на река Licking“. Името идва от френското „ville“, което означава „град“, „anti“ от гръцки за „срещу“, „os“ на латински за „устие“ и „L“ от Licking River.
През 1790 г. Артър Сейнт Клер, управителят на територията Северозападна част, променя името на селището на „Синсинати“ в чест на Обществото на Синсинати, чийто член е. В този момент Синсинати е дом на значителен брой потомци на войници от Революционната война, които са получили земите си като възнаграждение за военната си служба.
Германците са сред първите заселници. Дейвид Зиглер е приет в Първи американски полк, а на следващата година придружава генерал Сейнт Клер в експедиция на северозапад, където се стига до катастрофални събития в битката при Уабаш. Зиглер е призован за свидетелства и защитава командира си. Все пак след много спорове се налага да подаде оставка от армията на 5 март 1792 г.
През 1802 г. Дейвид Зиглер става първият кмет на град Синсинати. Въвеждането на парната навигация през 1811 г. и завършването на канала Маями и Ери, помагат за нарастването на населението и към 1850 г. то е 115 000 души.
Строежът на канала Маями и Ери започва на 21 юли 1825 г., и е наречен канал Маями, идващо от началото му – река Маями. Каналът започва да функционира през 1827 г. През 1827 г. канала свързва Синсинати с близкия град Мидълтаун, а през 1840 г. достига и до Толедо. По-късно името е променено на канал Маями и Ери, защото е връзката между река Маями и езерото Ери.
През този период на бърз растеж жителите на Синсинати започнали да наричат града „Кралица“. В поемата си „Catawba Wine“ Хенри Уодсуърт Лонгфелоу пише, че градът е „Кралицата на Запада“.
Първият шериф, Джон Браун, е назначен за 2 септември 1788 г. През 1802 г. Законът на Охайо задължава всяко селище да има маршал и Джеймс Смит бива назначен на тази длъжност. Когато през 1819 г. Синсинати става град е назначен и първият градски маршал – Уилям Ръфин. През 1828 г. полицейските сили се състоят от един капитан, един асистент и петима полицаи. През 1853 г. Синсинати подпомага растежа си, като плаща на мъжете да изпълняват ролята на пожарникари и това довежда до първата Противопожарна служба на пълно работно време в Съединените щати.
Шест години по-късно, през 1859 г., вече има и 6 трамвайни линии, които значително улесняват придвижването на гражданите в града и околностите.
„The Cincinnati Red Stockings“, бейзболният отбор, който вдъхновява днешните „Cincinnati Red“, започва кариерата си през 19 век. През 1868 г. се провежда среща, целяща превръщането му в професионален отбор. Това става факт през 1869 г. – „The Cincinnati Red Stockings“ е първият редовен професионален отбор в страната. През първата година отборът печели 57 мача и губи само един, давайки най-добрия рекорд на професионален отбор в историята на бейзбола.
По време на Американската гражданска война Синсинати изиграва ключова роля като основен източник на доставки и войници за армията на Съюза. Също така служи и като военен щаб на Министерството на Охайо.
През 1879 г. „Проктър и Гембъл“, един от най-големите производители на сапун в Синсинати, започва търговията на сапун Айвъри. Той бил пуснат на пазара като „достатъчно лек, за да плува“. След пожар в първата фабрика „Проктър и Гембъл“ се премества в нов завод на Mill Creek и подновява производството на сапун. Районът става известен като Айвъридейл.
През 1884 г. в Синсинати се провежда един от най-тежките бунтове в американската история. В навечерието на Коледа на 1883 г. Джо Палмър и Уилям Бърнър ограбват и убиват своя работодател – Уилям Кърк. Двамата захвърлят тялото му близо до Mill Creek, малко преди да бъде заловено. Един от мъжете, Уилям Бърнър, бива пощаден от бесилото, но делото предизвиква възмущение и се формира гневна тълпа. Бунтовете започват на 28 март, когато хиляди граждани щурмуват и подпалват затвора, търсейки Бърнър. Малка група от депутатите на област Хемилтън, водена от шериф Мортън Хоукинс, се бори да спаси затвора от преврата. Те не успяват да защитят затворниците от тълпата. Двама депутати биват убити в конфликта, включително и капитан Джон Дезмънд, чиято статуя се намира във фоайето на Съдебната палата. Общо 45 мъже са убити и 125 ранени при размириците.
Синсинати устоява на Голямата депресия по-добре от повечето американски градове с неговия размер, до голяма степен поради активната речна търговия, която е по-евтина от железопътната. Обновяването на центъра започва през 1920 година и продължава през следващото десетилетие с изграждането на Union Terminal, пощенска служба, и голяма телефонна палата. Наводнението през 1937 г. е едно от най-лошите в историята на нацията. След това градът построява защитни стени срещу наводнения.
През 1970 г. градът завършва стадион Ривърфронт, а през 1975 г. и колизеумът Ривърфронт. Бейзболният отбор Cincinnati Reds се очертава като един от доминиращите отбори на десетилетието. В действителност Big Red Machine се счита от мнозина за един от най-добрите бейзболни отбори, играли някога. Трима ключови играчи на отбора (Джони Бенч, Тони Перес и Джо Морган), както мениджърът Спарки Андерсън, са избрани за Зала на славата, а четвъртият, Пийт Роуз, все още притежава титлата за най-много попадения (4256).
На 3 декември 1979 г. 11 души са смазани от тълпата на входа на Колизеума Ривърфронт преди рок концерт на британската група „The Who“.
През 1988 г., на 200-годишнината от основаването на града, вниманието е фокусирано върху Плана на града за новото хилядолетие, който включва допълнително съживяване със завършването на няколко големи нови проекти за развитие. Любимите отбори Cincinnati Bengals и Cincinnati Reds се сдобиват с нови съвременни „домове“: стадионът „Пол Браун“, открит през 2000 г., и Great American Ball Park, открит през 2003 г. Отворени са два нови музея: Rosenthal Center for Contemporary Art през 2003 г. и National Underground Railroad Freedom Center през 2004 г. The Horseshoe Casino Cincinnati е огромно двуетажно казино, което отваря врати на 4 март 2013 г.

## География
Синсинати е голям град в долината Охайо и е разположен на северния бряг на река Охайо в област Хемилтън, която е в югозападната част на щата Охайо. Според Бюрото за преброяване на Съединените щати градът е с площ 79. 54 квадратни мили (206. 01 км 2), от които, 77.94 квадратни мили (201. 86 км 2) е земя и едва 60 квадратни мили (4. 14 км 2) е вода. Градът се простира върху няколко хълма, скали и ниски хребети с изглед към река Охайо. Две трети от населението на Америка живее на по-малко от един ден път с кола от града. Стъпките на Синсинати осигурява възможност на пешеходците да преминават през хълмовете в града. 400 стълбища предоставят на посетителите живописна гледка към Синсинати.

## Климат
Синсинати е в преходната климатична зона, на северната граница на влажната субтропична зона и на южната граница на влажния континентален климат. Летата са горещи и влажни, със значителни валежи. Температурите достигат до 90 °F (32 °C). Юли е най-топлият месец, с всекидневна средна температура около 75. 9 °F (24. 4 °C). Зимите са студени и снежни, а януари е най-студеният месец, със средни температури от 30. 8 °F (-0. 7 °C); като понякога достигат и до 0 °F (-18 °C). Средният снеговалеж е около 22.1 инча (56 см), достигайки и до 42. 5 инча (108 см). Крайностите варират от -25 °F (-32 °C) на 18 януари 1977 г., до 108 °F (42 °C) на 21 юли 1934 г.

## Градска част
Центърът на града е фокусиран около Fountain Square, изключително популярен площад и място за провеждане на различни събития. Синсинати е дом на много структури, които са важни, поради техните отличителни архитектурни черти или историческото им значение – кулата Карю, Скрипс център, сградата Ингълс, музеен център Синсинати и много други. Градът е подложен на значителни промени, дължащи се на новото строителство и частните инвестиции, както и изграждането на дълго отлаганият проект „Банкс“, който ще включва апартаменти, магазини, ресторанти и офиси и ще се простират от Great American Ball Park да Brown Stadium Paul.
Първата фаза вече е завършена и е заета на 100% от началото на 2013 година. Smale Riverfront Park е най-новият парк в Синсинати и се намира в района на „Банкс“. Почти 3,5 милиарда щатски долара са били инвестирани в градското ядро на Синсинати. Голяма част от инвестициите са направени от 3CDC (Cincinnati Center City Development Corporation). Очаква се да бъдат направени и още.
Queen City Square е открита на 11 януари 2011 г. в 13:11 ч. Сградата е най-високата в Синсинати (надминавайки кула Карю), и е третата по височина в щата Охайо, достигайки височина от 201 метра. През 2013 г. в Синсинати отваря Horseshoe Casino, първото казино в града, и четвъртото в щата Охайо.

## Правителство
Градът се управлява от деветчленен градски съвет, чиито членове се избират свободно. Сегашният кмет на Синсинати е Марк Малъри. Деветчленият градски съвет се състои от заместник-кмета Роксан Куалс, Сесил Томас, Крис Смитерман, Ивет Симпсън, Крис Сийлбак, П. Ситенфелд, Лора Куинливан, Уендъл Янг и Чарли Уинбърн.